# Roatán

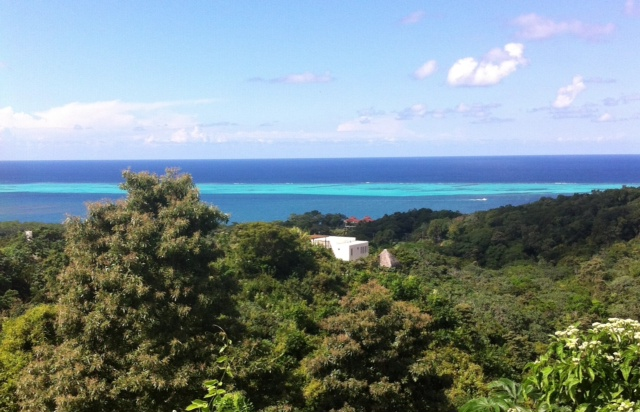
Roatan - Escull

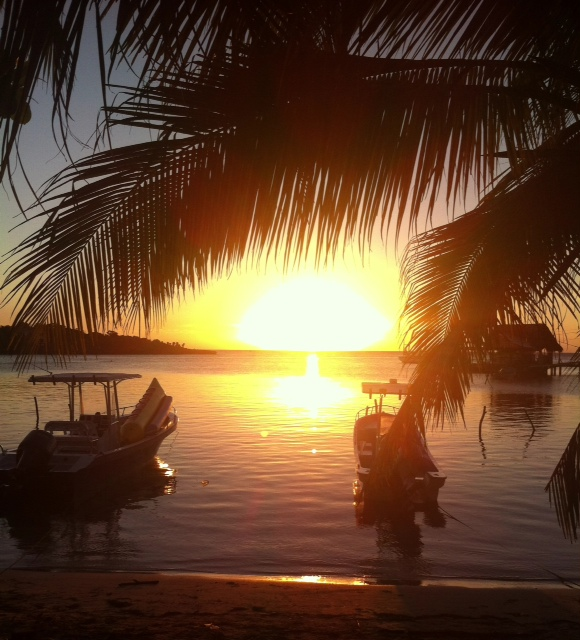
West End - Posta del sol

L'illa de Roatán és la major de les Illes de la Badia, un dels divuit departaments de la república d'Hondures.

## Història i descripció de l'illa
En general, les Illes de la Badia es refereixen a l'arxipèlag comprès per les illes de Roatán, Útila, Guanaja i nombrosos illots i cais', que estaven habitades en principi pels maies i després pels pechs. Al segle xvi van arribar els conqueridors espanyols, que van portar esclaus africans com a part de la tripulació. Més tard, al segle xvii, l'illa va ser envaïda pels anglesos. El 2 de març de 1782, els espanyols van recuperar Roatán i van destruir 500 cases. El 1788, molts anglesos van abandonar Roatán, en 1796 es van apoderar novament de les illes i entre 1827 i 1834 els anglesos van començar a tornar a Roatán, que les van governar fins al 21 d'abril de 1861, quan el govern d'Hondures i govern del Regne Unit van signar un tractat per retornar les Illes de la Badia a Hondures per estar aquestes en les seves aigües territorials.

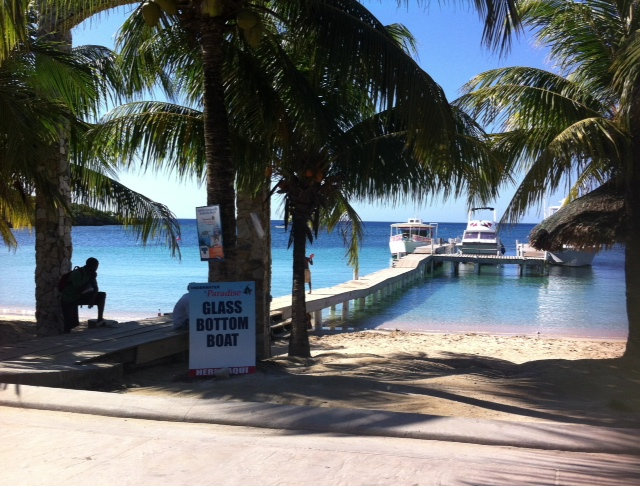
West End - Platja

Els colonitzadors anglesos van portar als caribes negres (garífunas) de l'illa de Sant Vicent en 1770, els illencs blancs van arribar de Gran Caiman i països europeus com Irlanda, Dinamarca, Itàlia i altres països. L'idioma a les Illes de la Badia, una vegada van ser ocupades pel Regne Unit va ser l'anglès però després de la devolució a Hondures, l'únic idioma oficial va tornar a ser el castellà, encara que són bilingües. En l'actualitat en Roatán es parla, principalment, anglès i castellà. Les persones majors de 80 anys parlen anglès i entenen l'espanyol, en canvi les de 60 anys o menys parlen els dos idiomes a causa que l'ensenyament era impartit en espanyol a les escoles primàries des de 1861, així i tot, moltes famílies parlen únicament anglès i reben educació particular en anglès.
En l'actualitat, l'illa de Roatán es troba poblada en un 10 %, el 90 % restant és zona selvàtica. Existeixen canals entre els manglars, que uneixen les diferents poblacions.
La porció illenca està formada geogràficament per pujols coberts d'una frondosa vegetació, l'illa té 45 quilòmetres de llarg, per menys de 8 km al punt més ample, i està situada a 30 milles de la costa hondurenya. La característica principal de Roatán són les seves platges de sorra molt blanca, vorejades per cocoters. Els seus mars són extremadament cristal·lins el que permet apreciar el moviment de les diferents espècies de peixos entre les algues multicolors.
El diari New York Times va distingir a Roatán amb el lloc número 30 dels 53 llocs a visitar a tot el món
La ciutat principal és Roatán, que a la vegada és capçalera municipal i departamental, i compta amb el major nombre d'habitants. Entre altres pobles importants es destaquen Port Francès, West End, West Bay, Punta Grossa i José Santos Guardiola.
Les Illes de la Badia són una destinació molt popular per a turistes que desitgen realitzar diversos tipus d'activitats relacionades amb el mar, entre les quals la més comuna és bussejo. Roatán és l'illa més gran de les tres; Té un aeroport internacional, igual que un port que exporta i importa productes des d'i cap a Hondures. Roatán és una de les zones amb més turisme estranger a Hondures, juntament amb ciutats com Copán (jaciment arqueològic) i La Ceiba.Illes de les Bahia és un lloc molt popular al món, ja que moltes persones de l'estranger venen a passar les seves vacances i lluna de mel, on poden gaudir del seu clima, esculls de coral, aigües cristal·lines, balls de punta en les nits, que és el ball dels garifunas descendents d'esclaus de Africa.

### Clima
Les Illes de la Badia posseeixen un agradable clima tropical, amb influència marítima i una temperatura de 27 °C, encara que a l'hivern pot descendir fins als 12 graus centígrads quan arriben els fronts freds. La humitat relativa és del 25%, encara que està envoltada de molta humitat a causa de l'evaporació d'aigua de l'oceà, les pluges poden ser moderades o de tant en tant ser tempestes fortes, pot arribar a ploure entre cinc a deu vegades cada mes, els huracans no són freqüents, pot passar un cada deu anys, els quals en realitat no són nocius, ja que l'illa està envoltada d'aigua, i l'aigua que cau a l'illa torna immediatament a l'oceà.

### Fauna i flora
- - Vegetació: Mànecs, papaya, guayaba, roses, orquídies, cocoteros, pins, algues marines, corozas, etc.
  - Mamífers: Agutíes (Els agutíes o agoutíes o normalment anomenat "guatusa" de roatán són una espècie de rosegadors que únicament existeixen a l'illa Roatán), cavalls, micos, etc.
  - Animals marins: agulles, eriçons de mar, estels de mar de múltiples espècies, crancs de diverses espècies, dofins, neros, polps, cucs fluorescents de mar (similars a les cuques de llum), taurons, marlin diverses espècies, flying fish (Peix Volador), etc.
  - Aus: Garses, gavines, pelicans, picots, esparvers, àguiles, colibrís, lora clatell groc, guacamayas, etc.
  - Altres: Iguanes, escurçons de diverses espècies, plàncton, etc.

## Localitats
- Són dos els municipis localitzats a l'illa: Roatán (abans Coxen Hole), i José Santos Guardiola, repartits en la part occidental i oriental respectivament.[7]
- Coxen Hole: És la ciutat principal, normalment anomenada "El poble", i en ella és palpable la influència afro-antillana. S'hi troben el moll de cabotaje on arriben els creuers i l'aeroport internacional de Roatán, diversos bancs (HSBC, Atlántida, Bac-Bamer), restaurants, dutty frees, i comerços de tota classe. També és el punt de partida dels busos, que la uneixen amb els diferents pobles de l'illa.

Des de Coxen Hole es poden veure clarament les muntanyes de Jutiapa en terra ferma, contigües a Ceiba.
- West Bay: És el poblat on viu la classe alta de l'illa, té les millors platges (sorra blanca, aigua cristal·lina, sense ones, sense vegetació), ideals per nedar i bussejar. Es pot anar en taxi directe des de Coxen Hole; Una altra forma d'arribar a West Bay des de Coxen Hole és anar a West End en taxi i després amb llanxa a West Bay.
- Institut de Ciències Marines de Roatán és un centre de recerca científica localitzada i compta amb un petit museu marí i el "Dolphin Discovery Camp" per a l'estudi del comportament de dofins.[8]

De nit es pot veure clarament des de West Bay la llum de la ciutat de la Ceiba, i en els dies molt clars es veuen les muntanyes de tot el departament de Atlántida.
- West End: És la zona més comercial de tota les illes, ja que les platges més belles estan aquí, així com la major quantitat d'escoles de bussejo i establiments de servei per als turistes.
- French Harbour (port francès): És el tercer major poblat de Roatán, amb aproximadament 3,000 habitants fixos i alta població flotant. Té un port pintoresc on atraca la major part de la flota pesquera de les illes, unes embarcacions ben cuidades, que l'han convertit en una ciutat molt activa en el sector de la pesca; també té diversos hotels, i una gran discoteca molt freqüentada per turistes. A la rodalia, està projectat un centre turístic, Parrot Tree, que contempla la construcció d'un hotel 5 estels, condominis, residències, i marina, amb una petita cala. Des de French Harbor poden veure's les muntanyes de Trujillo en terra ferma.
- Colònia Els Mestres: És una petita colònia de classe mitjana-alta situada a 1.5 km de Coxen Hole, el seu nom es deu al fet que tots els amos originals dels habitatges són mestres. Està envoltada per frondosos boscos. Compta amb el seu propi sistema de proveïment d'aigua (2 pous) i sanejament.
- Muntanya Plaent (Els Forts): És una de les comunitats més grans en fins i tot supera a French Harbour en extensió, on viu la major força de treball, principalment la construcció i personal de servei.
- Punta Grossa: És un poblat dels més grans en Roatán, el que té l'aigua de mar més neta; Els seus habitants són en la seva majoria persones de color, amb costums i tradicions autòctones: és l'únic poble Garífuna de l'illa, i el més antic de Centreamèrica, ja que aquí van ser abandonats els Garífunas pels anglesos després de la rebel·lió de Sant Vicent, i tots els anys commemoren la seva arribada a Roatán amb un carnestoltes el dia 12 d'abril.[9]
- Oakridge: És una ciutat que compta amb un petit port pesquer i diverses embarcacions dedicades a la pesca.

### Atractius turístics
- La Platja de West Bay per la seva impressionant combinació de sorres blanques i aigües cristal·lines
- La Comunitat de West End, que el seu atractiu és la combinació de Serveis Hotelers, Restaurants, Bars, Tendes de Conveniència.
- Stone castle: Escola de cameo, venda de pedra i caragols tallats.
- La platja i el mar, una aigua de mar color turquesa a causa de la puresa de la platja, en absència de vegetació, a causa d'una barrera natural o artificial de pedra o coral prop de la platja.

Com Roatán té boniques platges, es troba en la ruta de moltes companyies de creuers, arribant fins a 5 vaixells setmanals en la temporada alta.
El turisme és el motor de l'illa, quan arriben els creuers és quan obren totes les tendes, fora de temporada només funcionen un 60%.
Roatán és un dels llocs turístics més visitats d'Hondures, els hondurenys en el temps d'estiu, tenen preferència a visitar les platges d'Illes de la Badia, especialment Roatán, a causa de les seves cristal·lines aigües i a la bellesa i tranquil·litat que es pot gaudir en companyia de la família.
En la tardor de 1998, L'huracà Mitch, amb vents de 243 km per hora, va assotar l'illa encara que no va fer massa dany, ja que l'aigua no va afectar ni tan sols a les cases a la riba de la platja.

### Esports extrems
- Bussejo a profunditat.

voleibol i soccer
- Bussejo nocturn
- Ciclisme de muntanya.
- Escalada.
- Paintball.
- Canopy

### Activitats
- Jardí botànic Carambola.
- Museu Anthony's Key.
- Blue Harbor Plantation (Hydroponics)
- Visita al mirador "The View" per contemplar les aigües de l'oceà Atlàntic (prop de Punta Grossa).
- Pesca
- Passeig en el Vaixell de Cristall.
- Passeig en el submarí.
- Passeig en cavall per la platja.
- Practicar i aprenentatge de ball punta o altres balls tradicionals.
- Delfinario.

### Festes
- Devolució d'Illes de la Badia a Hondures - Es realitza el 22 d'abril.
- Campionat de pesca - Es realitza el 15 de setembre.
- Carnestoltes de Punta Grossa.

Es realitzen en la setmana del 15 de setembre.
- Carnestoltes de Coxen Hole.
- Carnestoltes de Flower Bay.
- Carnestoltes de Sandy Bay.
- Carnestoltes de West End.
- Carnestoltes de French Harbour.

En temps de Nadal:
- Christmas on the beach (Nadal a la Platja) que es realitza en West Bay.
- Carnestoltes Nadalenca que es realitza en French Harbour.

## Transports
- Marítim:
  - Ferris Galaxy Wave, que uneixen Brick Bay (a 15 minuts de Coxen Hole) amb La Ceiba, realitzant el recorregut entre 1 hora a 1 hora i mitja (depenent de l'onatge i vent).
- Aeri:
- Transport intern:
  - Busos:
    - Coxen Hole - West End (passant per Sandy Bay, Colònia Els Mestres, Colònia Balfate, entre altres).
    - Coxen Hole - Flower Bay (passant per Constelation Bight, Gravel Bay).
    - Coxen Hole - Oak Ridge (passant pels Forts, French Harbour, Punta Grossa).

  - Taxis col·lectius (Coxen Hole - West End, Coxen Hole - French Harbor)
  - Taxis directes.
  - Busos turístics expressos.
  - Llanxes:
    - Oak Ridge - Pandy Town.
    - Oak Ridge - El Cayo.
    - Oak Ridge - Jones Ville.
    - West End - West Bay.

## Infraestructures
- Molls: El moll de cabotaje, al que arriben tots els creuers, està situat en Coxen Hole. El moll de iots per a viatges nacionals prop de French Harbour. Molts hotels i restaurants situats al costat de la platja tenen el seu propi moll.
- L'aeroport internacional està situat en Coxen Hole.
- La carretera principal comença en West End (punta oest) fins a l'extrem est de l'illa, creuant pel centre d'ella i prenent ramificacions cap a 4 km).

## Cultura
En general, la seva població està composta de gent d'ascendència negra, anglesa i mestissa, amb un nombre reduït de població d'ascendència indígena. L'idioma oficial, és l'espanyol, però la majoria de la població és plurilingüe parlen castellà i varietat d'anglès, el del Carib.

### Creences i tradicions
- Cabañuelas. És una tradició d'origen espanyol per pronosticar el clima dels mesos de l'any, també està present en comunitats mexicanes i d'altres països; consisteixen a relacionar dies concrets del mes d'agost amb cada mes de l'any, començant aquestes relacions dia-mes el dos d'agost que correspon a gener, el tres a febrer i així successivament fins al 13 que correspon a desembre. El dia un d'agost és una data clau en les cabañuelas, i és coneguda com la "clau de l'any", de manera que les variacions meteorològiques habidas al llarg d'aquest dia adonaran de com serà l'any en el seu conjunt

### Terminologia en Roatán
Caragol(a): es refereix a les persones nascudes en qualsevol de les tres illes de la badia, ja sigui en Roatán, Útila o Guanaja, ja sigui bru, crioll, blanc, anglès, italià, etc. L'idioma que parlen els caragols és l'anglès creole, la majoria dels habitants parlen anglès, encara que l'idioma oficial d'Hondures és l'espanyol.

### Gastronomia
- Hog fry
- Rich Pxndx
- Sopa de Caragol
- Sopa marinera
- Sopa de cap de bestiar (boví)
- Sopa de cranc
- Sopa de King Crab (cranc gegant)
- Peix fregit
- Pollastre fregit
- Casabe,
- Gelats, cons, pastissos
- Liquats,
- Queques (pa casolà).
- Flam de coco
- Pa de coco
- Delícies garífunas
- les baleadas (famoses truites fetes de farina de blat de moro, menjar típic hondurenya)